# La Vigne aux raisins noirs
La Vigne aux raisins noirs (La vigna di uve nere) est le premier roman de l'écrivaine italienne Livia De Stefani, publié en 1953 aux éditions Mondadori. 
Le roman met en scène les intrigues dans une famille sicilienne sur fond d'inceste et de crime organisé.
L'ouvrage est très important dans la carrière de l'autrice palermitaine, qui est remarquée pour être l'une des premières femmes de lettre à prendre pour thème la mafia sicilienne.

## Synopsis
Casimiro Badalementi est un homme perfide et grossier vivant à Cinisi, où il cultive des vignes reconnaissables par ses raisins très foncés. En parallèle, il trafique dans des affaires louches. Il est marié à Concetta, une femme qui lui est très dévouée et qui lui a donné quatre enfants. De par sa volonté, chacun de ses enfants ont été élevés par une famille paysanne différente, sans qu'aucun ne fréquente ni ne connaisse les autres. Après plusieurs années, quand ses enfants sont devenus adultes, Casimiro a désormais envie de les rassembler et de les faire vivre avec lui sur la ferme. 
Mais sans qu'il ne l'ait prévu, deux de ses fils, l'aîné Nicola et Rosaria, se rencontre et ont le coup de foudre l'un pour l'autre. Pour Casimiro, un inceste serait inacceptable, car cela l'exposerait à une honte insupportable qui souillerait son honneur... 

## Éditions
- La vigna di uve nere, Milan, Mondadori, 1953.  (ISBN 8876381376)
  - La Vigne aux raisins noirs, traduction d'Isabelle Thibault et Pierre Syve, Paris, Seuil, 1958.  (ISBN 9782020014007)

## Accueil critique
L'histoire est racontée avec un langage tranchant, dans une campagne sicilienne fossilisée, dont les paysans vivent leur vie au gré d'un dur labeur saisonnier et de bribes de conversations très imagées et proverbiales.
La sortie de l'ouvrage s'est accompagné de controverses ; plusieurs Siciliens se déclarant offensés par les descriptions d'un monde paysan décadent et ignorant, pour ce portrait impitoyable d'un monde masculin, patriarcal, autoritaire et féroce.